# Jacky Salaberry
Jacky Salaberry est la deuxième grande série de romans de Mel Gosselin, parus en 2014 - 2017. Il s'agit d'un univers steampunk, rétrofuturiste et fantastique.

## Tomes
- Tome 1 : Jacky Salaberry 1 : Collectionneur de virus - Paru le 25 août 2014 - 226 pages
- Tome 2 : Jacky Salaberry 2 : La Confrérie du vautour - Paru en 2015
- Tome 3 : Jacky Salaberry 2 : Le retour des pestiférés - Paru en 2017